# Jack Judge

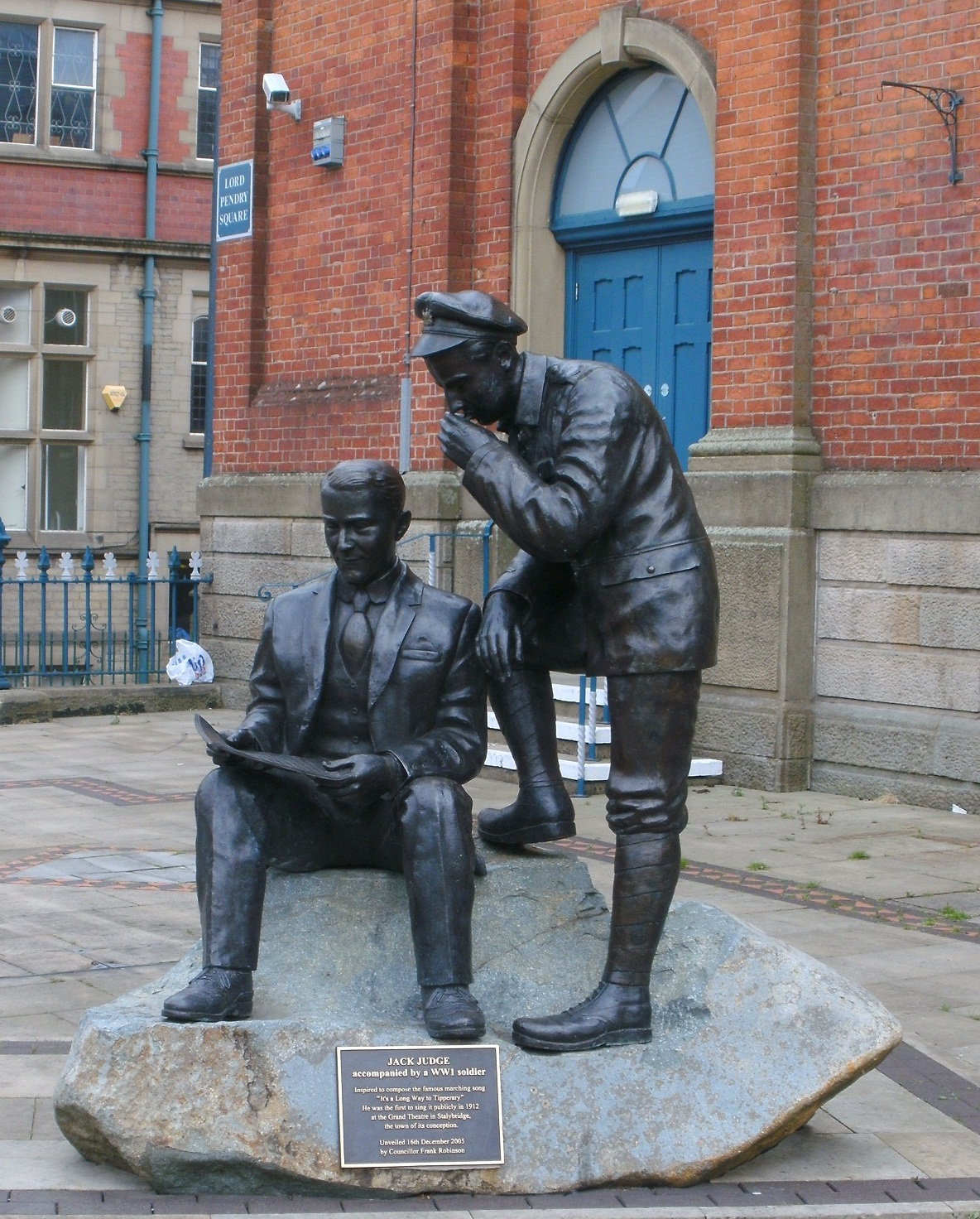
Bronzestatue von Jack Judge in Stalybridge

Jack Judge (* 3. Dezember 1878 in Oldbury, England; † 28. Juli 1938 in West Bromwich, England) war ein britischer Varieté-Sänger. Seine Eltern waren irischer Abstammung, und seine Großeltern kamen aus der Grafschaft Tipperary. Er ist vor allem als Komponist des Liedes It’s a Long Way to Tipperary bekannt, das er am 31. Januar 1912 erstmals im Grand Theatre von Stalybridge vortrug.
Jack Judge starb 1938 im Alter von 60 Jahren. In der Stadt Stalybridge wurde 1953 eine Gedenktafel angebracht, die an ihn erinnern soll.